# Riabininohadros
Riabininohadros weberae
Genre
Espèce
Synonymes
- †Orthomerus weberae,
- †Orthomerus weberi,
- †Riabininohadros weberi

Riabininohadros (signifiant « hadrosaure de Riabin ») est un genre fossile de dinosaures Iguanodontia du clade des Styracosterna du Maastrichtien de Crimée, en Ukraine. Son espèce type est Riabininohadros weberi, modifiée en Riabininohadros weberae.

## Classification
Le genre Riabininohadros est décrit en 2015 par le paléontologue amateur russe Roman Ulansky,.
L'espèce Riabininohadros weberae est décrite en 1946 par Anatoly Nikolaevich Riabininsous le protonyme Orthomerus weberi,.

### Renommage
L'espèce Orthomerus weberi est renommée  Riabininohadros weberae en 2015 par Roman Ulansky,.

### Citations
Le genre Riabininohadros est classé dans les Hadrosauridae en 2015 par Ulansky et dans les  Styracosterna en 2019 par Averianov & Lopatin.

### Fossiles
Selon Paleobiology Database en 2023, une seule collection de fossiles est référencée, du Maastrichtien supérieur du Crétacé supérieur, soir de 70,6 à 66 Ma avant notre ère.

## Découverte et histoire
Il a été initialement nommé Orthomerus weberi quand il a été décrit pour la première fois par Anatoly Nikolaevich Riabinin, en 1945, pour des éléments de membres postérieurs provenant d'une formation non nommée de l'âge Maastrichtien en Crimée de ce qui est maintenant l'Ukraine (qui faisait alors partie de l'Union soviétique). La découverte a été rapportée en 1937 dans la littérature scientifique. Comme Weber était une femme, Lev Nesov en 1995 a modifié le nom en Orthomerus weberae afin que la terminaison du nom de l'espèce soit également féminine. Bien qu'il ait été ballotté comme un nomen dubium dans des revues récentes de Hadrosauridae,, il a reçu officieusement son propre genre Riabininohadros par le paléontologue amateur russe Roman Ulansky, en 2015. Comme cette publication ne répondait pas aux exigences du Code international de nomenclature zoologique, Riabininohadros n'était pas un nom valide pour le taxon jusqu'à ce que le nom soit officiellement publié comme nouveau par Averianov & Lopatin en 2020.
L'holotype, le spécimen ZGTM 5751, a été trouvé aux côtés des restes d'un membre anonyme de Styracosterna dans un dépôt marin anonyme du Crétacé supérieur (Maastrichtien) au Mont Besh-Kosh en Crimée dans une zone de Ammonoidea de Belemnella casimirovensis. Il s'agit en grande partie d'un membre postérieur gauche, comprenant le fémur, le tibia, l'os du mollet, l'astragale, le calcanéum, les deuxième et troisième métatarses et la première phalange du deuxième orteil. En 2018, il s'est avéré que Riabinin avait mal identifié plusieurs éléments. De même, une partie de l'os du mollet droit s'est avérée être présente. Un squelette juvénile postcrânien excavé à Aleshino, en 1965, a été considéré comme représentant une espèce différente, un Hadrosauridae.

### Clade Styracosterna
Comme Orthomerus a été typiquement classifié dans ou très proche des Hadrosauridae, Riabininohadros weberae a été placé de façon similaire par les revues concernant cette famille. Cependant, comme discuté par Lopatin et Averianov en 2020, le fémur de Riabininohadros est très distinctif, et n'a pas d'équivalents morphologiques parmi les Iguanodontia, le clade qui inclut les hadrosaures et leurs parents. Au lieu de cela, Lopatin et Averianov, au vu de son astragale basal, ont classé Riabininohadros comme un membre des Styracosterna,, bien en dehors des Hadrosauroidea, avec des relations incertaines avec les autres taxons du clade.

### Publications originales
- [2015] (ru) Roman Ulansky, « Riabininohadros, новый род для гадрозавра из маастрихта Крыма, Россия. » [« Riabininohadros, a new genus for hadrosaur

from Maastrichtian of Crimea, Russia. »], DINOLOGIA,‎ 2015, p. 1-10 (lire en ligne, consulté le 14 juin 2022). 
- [1946] (ru) Anatoly Riabinine, « Novyye nakhodki iskopayemykh reptiliy v krymu » [« New finds of fossil reptiles in Crimea »], Prirodavolume=1946, no 11,‎ 1946, p. 65-66.